# Гулпери
Гулпери (тур. Gülperi) турска је љубавно-драмска телевизијска серија са главним улогама које тумачe Нургул Јешилчај, Тимучин Есен, Еџе Сукан, Еркан Бекташ, Тарик Папучџоглу, Бурак Дакак, Алејна Озгечен и Емир Озјакишир. Емитовала се од 14. септембар 2018. до 5. маја 2019. године на Show TV.
У Србији се серија приказивала од 3. фебруара до 11. јуна 2020. године на Хепи ТВ, титлована на српски језик.

## Радња
Гулпери долази из малог града у Измиру и упознаје свога супруга током његовог војног рада тамо. Иако је прихваћена на Универзитет у Истанбулу, не може да похађа школу због притиска свог оца. Како је натерана да одустане од својих снова, Гулпери никада не опрашта свом оцу и пристаје на удају како би се спасила док је млада.
Након удаје, Гулпери почиње живот у Ташкинхану одакле је њен супруг. Како невеста долази из другог града, Гулпери никада не прихватају родитељи по мужу. Њен свекар Јакуп Таскин је моћни бизнисмен у Ташкинхану где га сви грађани поштују. Он управља свим људима око себе и користи своју моћ и новац како би испунио своје циљеве.
Гулпери и њен супруг желе да одгајају своју децу као обични грађани која нису размажена због новца. Међутим, њихов живот се драстично мења када Гулперин супруг Ејуп умире на пословном путу у Сирији. Након смрти супруга, Гулпери започиње живот у палати њених родитеља по мужу. Сада, суочава се сама против родитеља по мужу, патријархалне културе и притиска заједнице.
Гулпери посвећује живот својој деци и труди се да их одгоји на најбољи могући начин. За добробит своје деце, она издржава гостољубивост својих родитеља, сестре и брата по мужу. Као удовица, она покушава да преживи у традиционалном/конзервативном свету у ком владају мушкарци.
Пет година након супругове смрти, Гулпери се налази у тешкој ситуацији. Док нема никога код куће, Гулпери напада њен брат по мужу Ејдер. У својој бориби да заустави покушај силовања, она га рани. Она успева да сачува своје достојанство али завршава у затвору.
Гулпери остаје две године у затвору. За то време, њени родитељи и сестра по мужу су испрали мозак њеној деци. Они пале њена писма и не дозвољавају јој да разговара са децом. Гулперина деца су одрасла са мржњом према мајци и верују да је она непоштена жена која је проузроковала смрт њиховог оца и повреду њиховог стрица.
Након изласка из затвора, Гулпери жели да види своју децу али је присиљена да се вати у Истанбул, далеко од Таскинхана. Међутим, она не одустаје од деце и одлучује да живи у граду како би освојила назад своју децу. Одседа у Истанбулу, налази посао и почиње да штеди новац како би могла добити старатељство над децом.
Гулпери ради као портирка у једној згради у богатом комшилуку. Живи у подземном спрату зграде у којој ради, чисти зграду и обавља куповину за станаре. Истовремено, током ноћи се бави шивењем за модне куће. Овим путем, она штеди новац како би могла пронаћи доброг адвоката.
Након шест месеци, Гулпери се састаје са својом првом љубави Кадиром који је успешни адвокат у Истанбулу. Са Кадировом помоћи, Гулпери добија старатељство над своје троје деце и обједињује се са њима. Међутим, налази се пред новим изазовом, она мора да поново осоји љубав своје деце и мора радити више како би навикла своју децу на осиромашен живот у Истанбулу.

## Сезоне
| Сезона | Сезона | Број епизода (н) / (и) | Приказивање у Турској                | Приказивање у Србији                      |
| ------ | ------ | ---------------------- | ------------------------------------ | ----------------------------------------- |
|        | 1      | 30 / 93 (1—30 / 1—93)  | 14. септембар 2018 — 5. мај 2019. () | 3. фебруар 2020 — 11. јун 2020. (Хепи ТВ) |

## Улоге
| Глумац               | Улога           | Епизода         |
| -------------------- | --------------- | --------------- |
| Нургул Јешилчај      | Гулпери Четин   | 1-30            |
| Тимучин Есен         | Кадир Ајдин     | 1-30            |
| Еџе Сукан            | Шејма Ајдин     | 1-30            |
| Еркан Бекташ         | Ејуп Ташкин     | 15-30           |
| Тарик Папучџоглу     | Јакуп Ташкин    | 1-30            |
| Бурак Дакак          | Хасан Ташкин    | 1-30            |
| Алејна Озгечен       | Бедрије Ташкин  | 1-30            |
| Емир Озјакишир       | Џан Ташкин      | 1-30            |
| Езги Гор             | Артемис Ајдин   | 1-30            |
| Шефика Толун         | Фатма Ташкин    | 1-30            |
| Гулчин Култур        | Кадер Ташкин    | 1-30            |
| Џем Бендер           | Сејит           | 7-22            |
| Онур Билге           | Еждар Ташкин    | 1-12            |
| Емир Чубукчу         | Али Ташкин      | 1-9; 16-17      |
| Рабија Сојтурк       | Селен Алкилич   | 8-30            |
| Енес Демиркапи       | Гокхан          | 5-30            |
| Ирем Кахјаоглу       | Ажда Адакли     | 9-24            |
| Ајда Аксел           | Ајтен Адакли    | 4; 8-16         |
| Хакан Аталај         | Баркин Ајдин    | 3-28            |
| Суреја Килимџи       | Суна Ајдин      | 3-13; 25-29     |
| Огулџан Илкер        | Сердар          | 1-29            |
| Хафсанур Санџактутан | Фидан           | 1-29            |
| Ујгур Озчелик        | Мехмет          | 26-30           |
| Тугче Тамер          | Бурџу           | 1-15            |
| Емре Динлер          | Месут           | 15-28           |
| Неџати Кутлу         | Арман           | 4-14            |
| Ојку Озмакинаџи      | Дамла Тезџан    | 5-15            |
| Бусе Мерал           | Бегум           | 15-19; 22-25    |
| Халук Џомерт         | Сулејман Ташкин | 1-9             |
| Лале Џангал          | Неслихан Тезџан | 5-10            |
| Ердал Бали           | Џабар           | 2; 10-12; 17-18 |
| Месут Озгечеџи       | Ердал Алкилич   | 9-10; 13-14     |
| Џан Илхан            | Атакан          | 5-14            |
| Џансу Доган          | учитељица Нихан | 6; 9; 13; 29    |
| Бахри Услу           | Џенк            | 5; 29           |
| Волкан Чолпан        | Халук Тезџан    | 5-9             |
| Илај Јилмаз          | Сира            | 1-14            |
| Тајлан Акгул         | Ердем           | 14-15           |
| Тахсин Лале          | Адил            | 30              |
| Али Ујандиран        | комшија Фикри   | 8               |